# Santa Cruz Teconte
Santa Cruz Teconte är en ort i Mexiko.   Den ligger i kommunen Ometepec och delstaten Guerrero, i den sydöstra delen av landet, 300 km söder om huvudstaden Mexico City. Santa Cruz Teconte ligger 39 meter över havet och antalet invånare är 163.
Terrängen runt Santa Cruz Teconte är kuperad åt nordost, men åt sydväst är den platt. Runt Santa Cruz Teconte är det glesbefolkat, med 8 invånare per kvadratkilometer. Närmaste större samhälle är Ometepec, 9,2 km nordost om Santa Cruz Teconte. Omgivningarna runt Santa Cruz Teconte är en mosaik av jordbruksmark och naturlig växtlighet.